# Ladislav Čermák
Ladislav Čermák (* 1941) je bývalý český fotbalista, útočník.

## Fotbalová kariéra
V československé lize hrál za Spartak Hradec Králové, s nímž získal roku 1960 historický titul mistra, jediný v dějinách klubu a první, který v československé lize putoval mimo Prahu a Bratislavu. Nastoupil v 8 ligových utkáních a dal 1 ligový gól.

## Ligová bilance
| Ročník                                   | Zápasy | Góly | Klub                   |
| ---------------------------------------- | ------ | ---- | ---------------------- |
| 1. československá fotbalová liga 1959/60 | 8      | 1    | Spartak Hradec Králové |
| CELKEM                                   | 8      | 1    |                        |